# Truncothalamus
Als Truncothalamus bezeichnet man in der Neuroanatomie alle unspezifischen Kerngebiete im Thalamus, einem Teil des Zwischenhirns (Diencephalon). Diese Kerne erhalten Afferenzen aus vielen anderen Hirnregionen (Hirnstamm, Basalganglien, Kleinhirn und spezifische Thalamuskerne). Nur wenige Efferenzen ziehen Großhirnrinde und diese nur in Hirnregionen, denen man keine spezifische Funktion zuordnen kann. Im Gegensatz zu den spezifischen Thalamuskernen arbeiten die Kerne des Truncothalamus unabhängig von der Hirnrinde.
Zum Truncothalamus gehören:
- Nuclei mediani
- Nuclei intralaminares einschließlich Nucleus centromedianus.

Der Truncothalamus, insbesondere die intralaminären Kerne, bewirken über ihre direkten Bahnen oder indirekt über spezifische Thalamuskerne eine unspezifische globale Erregung der Großhirnrinde, versetzen sie also in einen aktivierten Wachzustand. Der Truncothalamus selbst wird durch das aufsteigende retikuläre Aktivierungssystem angeregt.
Läsionen im Truncothalamus führen zu einer Bewusstseinsherabsetzung und Aufmerksamkeitsstörungen.